# IRM de diffusion
 (novembre 2010).
L’IRM de diffusion est une technique basée sur l'imagerie par résonance magnétique (IRM). Elle permet de calculer en chaque point de l'image la distribution des directions de diffusion des molécules d'eau. Cette diffusion étant contrainte par les tissus environnants, cette modalité d'imagerie permet d'obtenir indirectement la position, l’orientation et l’anisotropie des structures fibreuses, notamment les faisceaux de matière blanche du cerveau.

## Diffusion des molécules d’eau
Le signal de résonance magnétique provient le plus souvent en IRM des noyaux d’hydrogène (protons). L’eau étant le constituant majoritaire des tissus biologiques, ce sont les protons des molécules d’eau qui contribuent majoritairement au signal. C’est donc essentiellement la diffusion des molécules d’eau qui est observée par l’IRM de diffusion.

### Diffusion isotrope
Du fait que les tissus biologiques ont une température non nulle, les molécules d’eau y subissent un mouvement de diffusion à cause de l'agitation thermique. Dans un milieu libre, sans obstacles, la diffusion se fait de manière isotrope selon les lois du mouvement brownien. Elle est caractérisée par un coefficient appelé coefficient de diffusion ou diffusivité et habituellement noté {\displaystyle D}. Dans l’eau pure à 37 °C, {\displaystyle D} vaut approximativement 3 × 10−9 m2 s−1, le déplacement d’une molécule d’eau en 50 ms est ainsi en moyenne de 17 µm.
Dans les tissus la diffusion est gênée par des obstacles tels que les membranes biologiques, dont la taille typique est inférieure à la centaine de microns. La résolution spatiale de l'IRM étant de l’ordre du millimètre, elle est incapable de représenter les phénomènes de diffusion à l’échelle à laquelle ils ont lieu. La diffusivité mesurée est donc un coefficient de diffusion effectif, ou apparent, {\displaystyle D_{\text{eff}}}, qui résulte de l’ensemble des phénomènes de diffusion qui ont lieu dans chaque voxel de l’image.
La présence d’obstacles diminue le coefficient de diffusion effectif car les molécules situées à proximité des obstacles ont un parcours moyen diminué.

### Diffusion anisotrope
La diminution de la mobilité des molécules d’eau en présence d’un obstacle ne se fait sentir que dans la direction perpendiculaire à celui-ci. Dans le cas d’une répartition non isotrope des obstacles la diffusion devient elle-même anisotrope, si bien qu’un coefficient scalaire {\displaystyle D_{\text{eff}}} ne suffit plus à la décrire. Pour rendre compte de la diffusion anisotrope on introduit le formalisme du tenseur de diffusion.
Le tenseur de diffusion est une matrice symétrique {\displaystyle 3\times 3}, notée généralement {\displaystyle {\bar {D}}}, et dont la forme la plus générale figure ci-dessous.
{\displaystyle {\bar {D}}={\begin{pmatrix}D_{xx}&D_{xy}&D_{xz}\\D_{xy}&D_{yy}&D_{yz}\\D_{xz}&D_{yz}&D_{zz}\end{pmatrix}}}
Dans ce formalisme, la diffusion isotrope est représentée par {\displaystyle D_{xx}=D_{yy}=D_{zz}} et {\displaystyle D_{xy}=D_{xz}=D_{yz}=0}. Dans le cas de la diffusion non isotrope on peut se ramener à une matrice diagonale par changement de repère. Les valeurs qui apparaissent alors sur la diagonale (valeurs propres) sont les valeurs de diffusivité dans les axes du repère de diagonalisation (vecteurs propres correspondants). La direction de plus grande diffusion est par exemple donnée par le vecteur propre du tenseur associé à la plus grande valeur propre.
Dans la matière blanche cérébrale, qui est structurée en fibres constituées de regroupements d’axones, la diffusivité est de trois à six fois plus grande dans l’axe des fibres que dans le plan orthogonal. La mesure de l’axe de plus grande diffusivité donne donc une information sur l’orientation locale des fibres de matière blanche.
Des modèles ont été développés pour expliquer l’anisotropie de la diffusion dans la matière blanche, mais les mécanismes exacts restent mal compris. De tels modèles permettraient de faire un lien plus précis entre les mesures macroscopiques du tenseur de diffusion et les caractéristiques microscopiques des tissus.

## Imagerie pondérée en diffusion
Le signal de résonance magnétique peut être rendu sensible à la diffusion par l’utilisation de séquences IRM spécifiques, qui supposent l’application successive de deux gradients de champ magnétique courts et intenses. Ces gradients ont pour rôle d’imprimer aux protons un déphasage de précession qui dépend de leur position.
En effet, le premier gradient donne à la précession des protons une avance de phase proportionnelle à leur position sur l’axe du gradient. Le second gradient, exactement opposé au premier, imprime aux protons un retard de phase de même angle. Au total, un proton qui est resté immobile subit donc un déphasage nul. Les protons qui se sont déplacés entre l’application des deux gradients subissent un déphasage non nul proportionnel à leur déplacement le long de l’axe des gradients. Les distances en jeu étant très faibles (de l’ordre de la dizaine de microns), les gradients doivent être très intenses pour que les déphasages soient mesurables, c’est pourquoi tous les imageurs IRM ne sont pas adaptés à l'IRM de diffusion.
À cause de la diffusion les protons subissent entre l’application des gradients un déplacement qui suit une certaine distribution de probabilité, d’autant plus large que la diffusion a été importante. La phase de précession suit donc cette même loi de probabilité. La dispersion des phases conduit à une perte de cohérence, le signal de résonance magnétique est donc d’autant plus atténué que la diffusion a été importante dans l’axe des gradients. On obtient ainsi des images pondérées en diffusion (DWI, diffusion weighted images).
En comparant ces images avec des images non pondérées en diffusion utilisant la même séquence on peut reconstruire une carte de la diffusivité selon la direction dans laquelle les gradients ont été appliqués.

## Imagerie du tenseur de diffusion

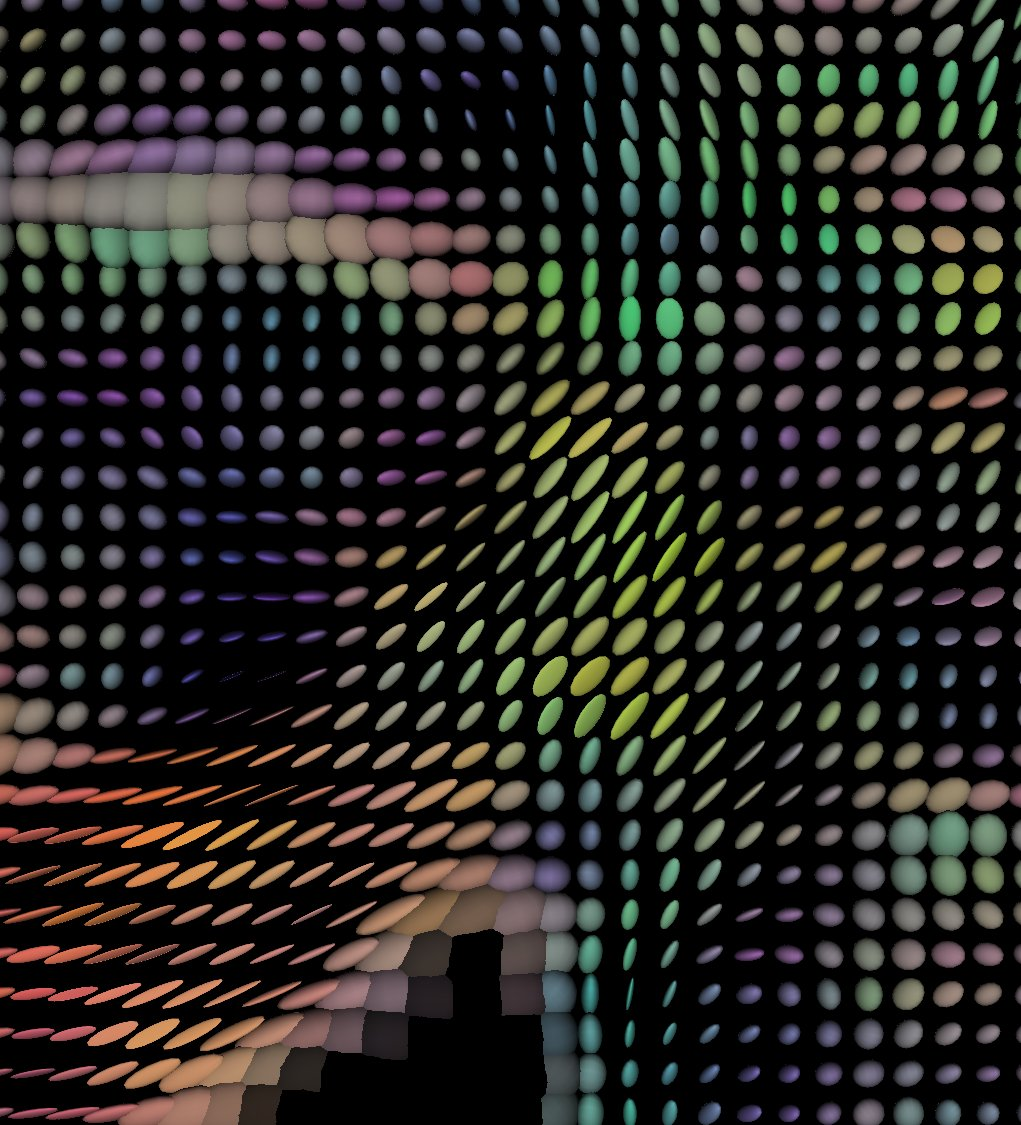
Représentation du tenseur de diffusion à l’aide d’ellipsoïdes

Il est possible de reconstruire le tenseur de diffusion en chaque point à partir de six images pondérées en diffusion, la direction des gradients de diffusion étant différente dans toutes ces images. En effet, le tenseur étant symétrique, six coefficients suffisent à le représenter ; calculer le tenseur revient donc à résoudre un système linéaire de six équations à six inconnues. On obtient ainsi des images du tenseur de diffusion (DTI, diffusion tensor images).

### Représentations du tenseur de diffusion
Les images du tenseur de diffusion sont difficiles à représenter directement car elles associent pas moins de six paramètres à chaque voxel. Des visualisations à base d’ellipsoïdes de diffusion ont été imaginées, dans lesquelles chaque voxel est représenté par un ellipsoïde, qui correspond à une surface de niveau de la densité de probabilité de présence d’une particule qui aurait diffusé pendant un temps fini depuis le centre du voxel.

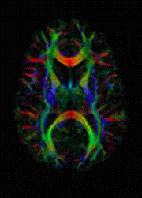
La direction principale de diffusion peut être représentée par un code de couleurs

On peut également adopter une représentation sous forme de champ de vecteurs, où les vecteurs représentent la direction locale de plus grande diffusivité (la direction des fibres dans le tissu fibreux). Cette direction est donnée par le vecteur propre associé à la plus grande valeur propre du tenseur de diffusion.
Une représentation similaire associe à chaque pixel une couleur qui dépend de la direction de plus grande diffusivité locale, selon un code prédéterminé. Sur l'exemple ci-contre, le rouge représente l'axe gauche-droite, le bleu l'axe cranio-caudal et le vert, l'axe antéro-postérieur.

## Applications

### Tractographie

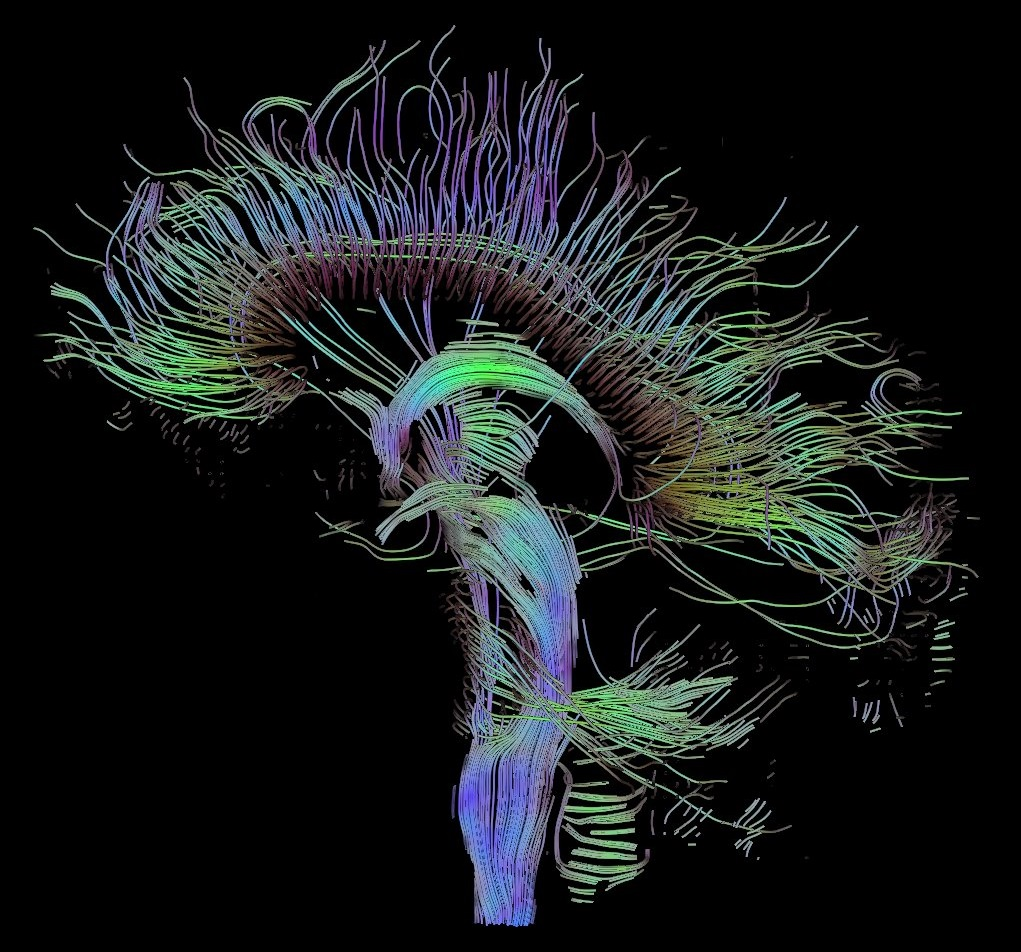
Exemple d’image de tractographie

L’architecture des axones en faisceaux parallèles, ainsi que leur couche de myéline, facilite la diffusion des molécules d’eau le long de leur axe. La direction des fibres est donc la direction de plus grande diffusivité, indiquée par le vecteur propre associé à la plus grande valeur propre du tenseur de diffusion. Des algorithmes de suivi de fibres (fiber tracking) peuvent être utilisés pour reconstruire le trajet d'un faisceau de fibres nerveuses sur toute sa longueur, par exemple du cortex moteur à la moelle épinière pour le faisceau cortico-spinal (qui transmet l'information motrice).
L’IRM de diffusion est à ce jour la seule technique qui permet d’observer la connectivité cérébrale in vivo de manière non invasive. Elle est donc utilisée aussi bien dans des études sur l’animal que sur l’homme et apporte beaucoup aux neurosciences, notamment en complément de l’IRM fonctionnelle.

### Autres applications cliniques
- Détection précoce d'un accident vasculaire cérébral ischémique
- Localisation des faisceaux touchés par une lésion dans la matière blanche (par exemple une plaque de sclérose en plaques)
- Localisation de tumeurs par rapport aux faisceaux de matière blanche environnants (infiltration, déflexion)
- Localisation des principaux faisceaux de matière blanche pour le planning chirurgical
- Évaluation de la maturation de la matière blanche chez les jeunes enfants
- En pathologie abdominale, détermination de la quantité de fibrose au sein du parenchyme hépatique (cirrhose ou non) et détection des cellules cancéreuses. En effet la diffusion des molécules d'eau au sein de la fibrose et/ou les tumeurs est différente de celle des tissus normaux. Cette technique de l'IRM fonctionnelle a une mauvaise résolution spatiale et elle n'est pas spécifique. En effet, il existe de nombreux faux positifs: inflammation - zones de cicatrisation - certaines lésions bénignes qui peuvent donc fixer à l'IRM de diffusion sans qu'il s'agisse de tumeurs malignes.
- Pathologie mammaire surtout cancéreuse.